# Сен-Шама
Сен-Шама (фр. Saint-Chamas) — коммуна на юго-востоке Франции в регионе Прованс — Альпы — Лазурный Берег, департамент Буш-дю-Рон, округ Истр, кантон Бер-л’Этан.
Площадь коммуны — 26,71 км², население — 7268 человек (2006) с тенденцией к росту: 7852 человека (2012), плотность населения — 294,0 чел/км².

## Население
Население коммуны в 2011 году составляло 7774 человека, а в 2012 году — 7852 человека.
| 1962 | 1968 | 1975 | 1982 | 1990 | 1999 | 2006 | 2011 | 2012 |
| ---- | ---- | ---- | ---- | ---- | ---- | ---- | ---- | ---- |
| 4634 | 5083 | 5110 | 5045 | 5396 | 6595 | 7268 | 7774 | 7852 |

Динамика населения:

## Экономика
В 2010 году из 5101 человек трудоспособного возраста (от 15 до 64 лет) 3760 были экономически активными, 1341 — неактивными (показатель активности 73,7%, в 1999 году — 66,6%). Из 3760 активных трудоспособных жителей работали 3324 человека (1797 мужчин и 1527 женщин), 436 числились безработными (174 мужчины и 262 женщины). Среди 1341 трудоспособных неактивных граждан 394 были учениками либо студентами, 448 — пенсионерами, а ещё 499 — были неактивны в силу других причин.
На протяжении 2010 года в коммуне числилось 3250 облагаемых налогом домохозяйств, в которых проживало 7872,5 человека. При этом медиана доходов составила 20 тысяч 363 евро на одного налогоплательщика.